# Georg Clam Martinic
Georg (bis 1919: Graf) Clam-Martinic (* 23. Februar 1908 in Krakau; † 7. Jänner 2000 in Klam) war ein österreichischer Ingenieur, Landwirt, Autor und Denkmalpfleger.

## Leben
Georg Clam-Martinic entstammte dem österreichischen Adelsgeschlecht Clam-Martinic. Er heiratete 1939 Maria Antonia Caroline Terese Aegidia Petronella Abensperg-Traun (1919–2010).
1963 ließ er nahe seiner Burg Clam beim südlichen Ausgang der Klamschlucht ein weiteres Wasserkraftwerk errichten.
Clam-Martinic war durch ein Studium an der Universität für Bodenkultur Wien Diplomingenieur. Er war 1955 Gründer und bis 1976 Vorsitzender des Österreichischen Burgenvereins sowie Konsulent des Bundesdenkmalamts.

## Schriften
Monographien
- Österreichisches Burgenlexikon. Schlösser, Burgen und Ruinen (= Burgen & Schlösser in Österreich. Von Vorarlberg bis Burgenland). 1. Auflage. Landesverlag, Linz 1991, ISBN 3-85214-559-7 (vollständiges Werk auf Austria-Forum).
- Die Kleindenkmale in der Marktgemeinde Klam bei Grein, Bezirk Perg, Oberösterreich. Klam 1983.

Beiträge
- Die Burg als Lebensraum. In: Oberösterreichische Kulturzeitschrift. Band 19, Heft 1, Linz 1969, S. 5–11.
- Funktion von Burg und Schloss heute. In: Adel in Österreich. Wien 1971, S. 148–171.
- Burgmuseum Klam: Strindberg-Ausstellung. In: Oberösterreichischer Kulturbericht. Jahrgang 32, Linz 1978, S. 16.
- Porzellan-Neuerwerbungen auf Burg Clam (Oberösterreich). In: Arx: Burgen und Schlösser in Bayern, Österreich und Südtirol. Band 13, Heft 2, 1991, S. 65–66.
- Burgen, Schlösser, Ansitze und Ruinen. In: Unsere Heimat. Der Bezirk Perg. 1995, S. 60–73.